# Friedrich Misch
Friedrich Misch (* in Giengen an der Brenz) war ein Heidelberger Buchdrucker im 15. Jahrhundert. Auch genannt Fridericus Heidelbergensis.

## Leben
Über das Leben von Friedrich Misch gibt es nur wenige und widersprüchliche Angaben. Als einziges sicheres Datum gilt der 10. Oktober 1483, mit dem er in die Matrikelliste der Universität Heidelberg eingeschrieben wurde. So soll er 1485 die erste Buchdruckerpresse in Heidelberg betrieben haben. Der erste nachgewiesene Druck stammt aus dem Jahr 1488 (Questiones veteris artis des Johannes de Magistris). Die Rhetorica von Paulus Lescher  erschienen ohne Angabe des Druckorts; der als Drucker genannte Fridericus Heidelbergensis ist aber Friedrich Misch, wie aus den Typen sich klar ergibt. Er war einer der wenigen akademisch gebildeten Drucker des 15. Jahrhunderts.

## Nachgewiesene Drucke
- Carolus Virulus: Karoli familiarissimi. Epistolarum perutiles formule. Misch, Heidelberg 1488. (Digitalisat)
- Johannes de Magistris: Questiones veteris artis perutiles magistri Johannis de Magistris. Finis questionum accurate visarum et veteris et nove logice artis cum textus explanatione luculentissima Magistri Johannis de Magistris, Heidelberge impressarum per Fridericum Misch, 19.V.1488.
- Paulus Lescher: Rhetorica pro conficiendis epistolis accommodata. Misch, Heidelberg 1488. (Digitalisat)
- Commentum super Donatum minorem. Misch, Heidelberg 1489. (Digitalisat)
- Conrad Schelling: In pustulas malas morbu[m] que[m] malum de fra[n]cia vulgus appellat que su[n]t de genere formica[rum]: Salubre [con]siliu[m] doctoris Coradi Schellig heydelbergens[is]: illustrissimi … pri[n]cipis Philippi Comitis rheni palatini bauarie ducis et electoris: phisici sui expertissimi. Misch, Heidelberg um 1496.